# Geografía de Afganistán
Afganistán está situado en Asia Central y posee una superficie de 647 500 km². Es un país sin salida al mar y montañoso, que contiene la mayoría del Hindu Kush. Hay cuatro ríos importantes en el país: Amu Daria, Hari Rud, Kabul y Helmand.
El Hindu Kush, que se extiende de nordeste a suroeste, divide el país en tres regiones principales: las montañas centrales, que representan aproximadamente dos tercios de su superficie; la meseta del sudoeste, que representa una cuarta parte, y el área más pequeña y llana del norte, que contiene el suelo más fértil del país.

## Límites
Afganistán tiene un total de 5530 km de fronteras con seis países, de las cuales la más larga es la del sureste y sur con Pakistán de unos 2640 km de longitud. También hace frontera al oeste con Irán (936 km) y al norte con Tayikistán (1206 km), Turkmenistán (744 km) y Uzbekistán (137 km). La frontera más corta es la que tiene con la provincia china de Xinjiang, cuya longitud es de apenas 76 km; se encuentra al final del corredor de Vaján (el saliente afgano), una estrecha franja de tierra de 241 km de longitud que se extiende hacia el este entre Tayikistán y Pakistán. En su punto más estrecho solo tiene 11 km de ancho.
La frontera con Pakistán, más larga y difusa, la fija en parte la línea Durand; se extiende hacia el este desde Irán a través de las montañas Chagai y el extremo sur del desierto de Registán, luego hacia el noreste antes de llegar a la línea Durand, establecida en 1893. Esta atraviesa regiones montañosas hasta la comarca del desfiladero de Jaibar. Más allá de este punto, se eleva hasta las cimas del Hindu Kush, que continúan hacia el este hasta las montañas del Pamir. La línea Durand divide a las tribus pastunes de la región entre Afganistán y Pakistán. Su creación ha causado mucha insatisfacción entre los afganos y ha dado lugar a tensiones políticas entre los dos países.
La mayor parte de la frontera norte y una pequeña sección de paquistaní están marcadas por ríos; los límites restantes son más políticos que naturales. La frontera septentrional se extiende a lo largo de unos 1689 km hacia el suroeste, desde las montañas del Pamir en el noreste hasta una región de colinas y desiertos en el oeste, en la frontera con Irán. Esta se extiende generalmente hacia el sur desde el río Hari Rud a través de regiones pantanosas y desérticas, antes de llegar al extremo noroeste de Pakistán. Su sección sur cruza el río Helmand.
La tierra se eleva en general de sudoeste a nordeste, siguiendo la forma del macizo del Hindu Kush. Las montañas más altas se encuentran en el Pamir, cerca de la frontera con China, y descienden gradualmente hasta la frontera con Uzbekistán. Al norte, al oeste y al sudoeste no existen barreras montañosas con los países vecinos. Las llanuras del norte se unen casi imperceptiblemente a las de Turkmenistán. En el oeste y suroeste, las mesetas y los desiertos se funden con los de Irán.

## Relieve

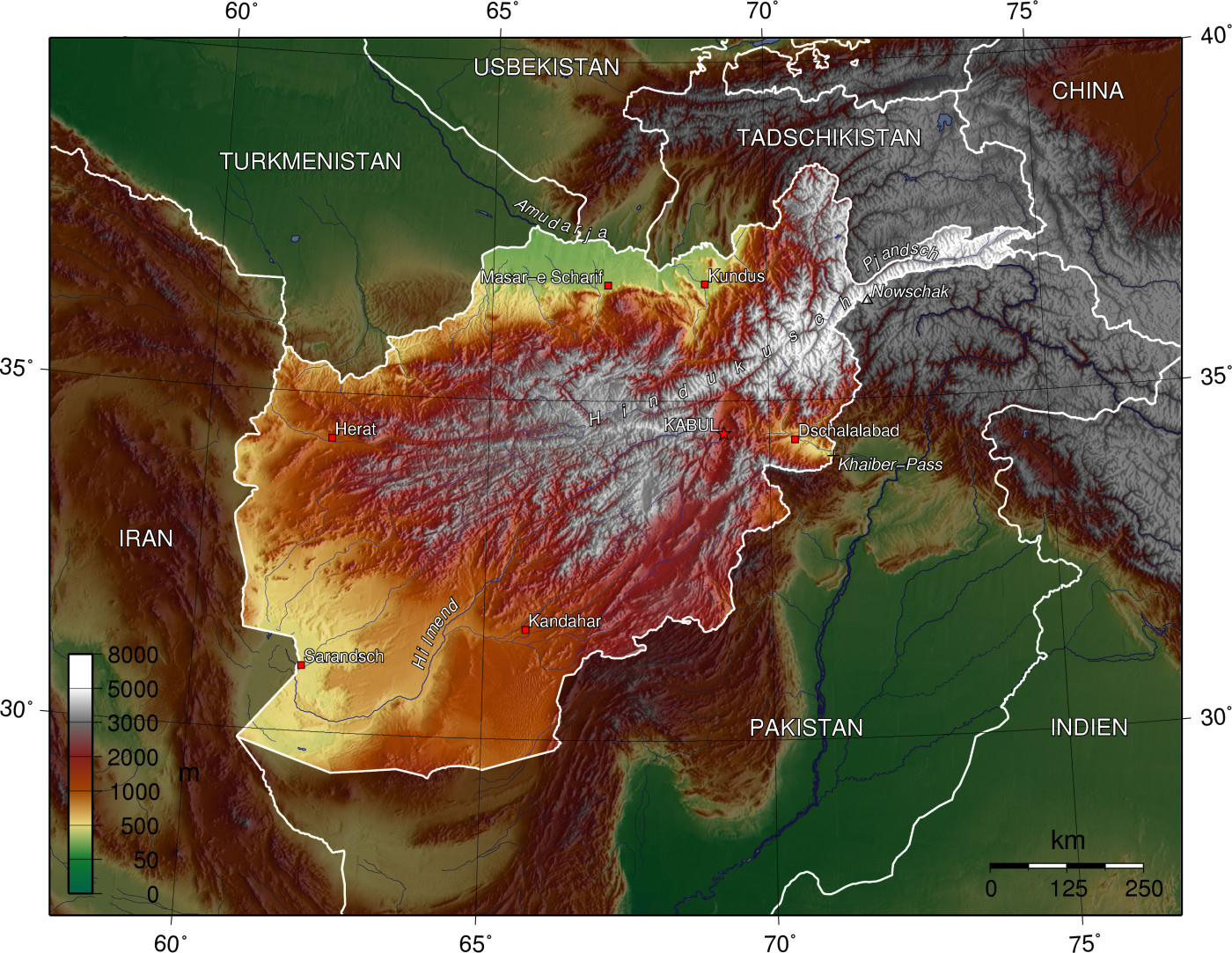
Relieve de Afganistán.

Afganistán está dominado por el macizo del Hindu Kush, que cuenta con más de 100 picos de más de 6000 metros; el más alto es el Naochak, en el Pamir, de casi 7500 metros. El Hindu Kush es una especie de pared que divide el país en dos partes, perforada por unos cuantos puertos bloqueados en invierno y por el túnel de Salang, construido con ayuda soviética en 1960. El Hindu Kush está sometido a un máximo de cincuenta sismos por año, algunos de los cuales pueden causar la muerte de miles de personas, como ocurrió en febrero y mayo de 1998.
Cuando la nieve comienza a fundirse en marzo, los ríos elevan su caudal, que alcanza un pico en la primavera, excepto en el Waján, cuyos ríos tienen el máximo en agosto. Un calentamiento demasiado rápido del aire puede causar inundaciones violentas e imprevisibles, arrastrando animales y seres humanos. De los ríos de las cuatro cuencas hidrográficas principales (las de los ríos Amu Daria, Hari Rud, Helmand y Kabul) sólo el Kabul llega hasta el mar, los otros se evaporan en el desierto o desembocan en el mar de Aral.
La nieve de las montañas es la principal, si no la única, fuente de agua en un país donde casi nunca llueve. Un proverbio afgano dice: «Mejor ver Kabul sin oro que Kabul sin nieve.»
Solamente las provincias de Nuristán y Paktia tienen zonas forestales y la deforestación está poniendo en peligro los pocos bosques restantes. Las otras provincias serían desiertos sin la presencia de un ingenioso sistema llamado qarez, especialmente en el este y el sur del país: una serie de pozos (de hasta 30 metros de profundidad) interconectados captan agua del acuífero y una alineación de pozos conectados por un túnel lleva el agua a decenas de kilómetros de su fuente.
El desfiladero de Jaibar es un largo tramo de cincuenta kilómetros que culmina a 1067 m, en un puerto en las montañas de Safed Koh. Es una de las vías de paso más importantes entre Afganistán y Pakistán.

## Ríos

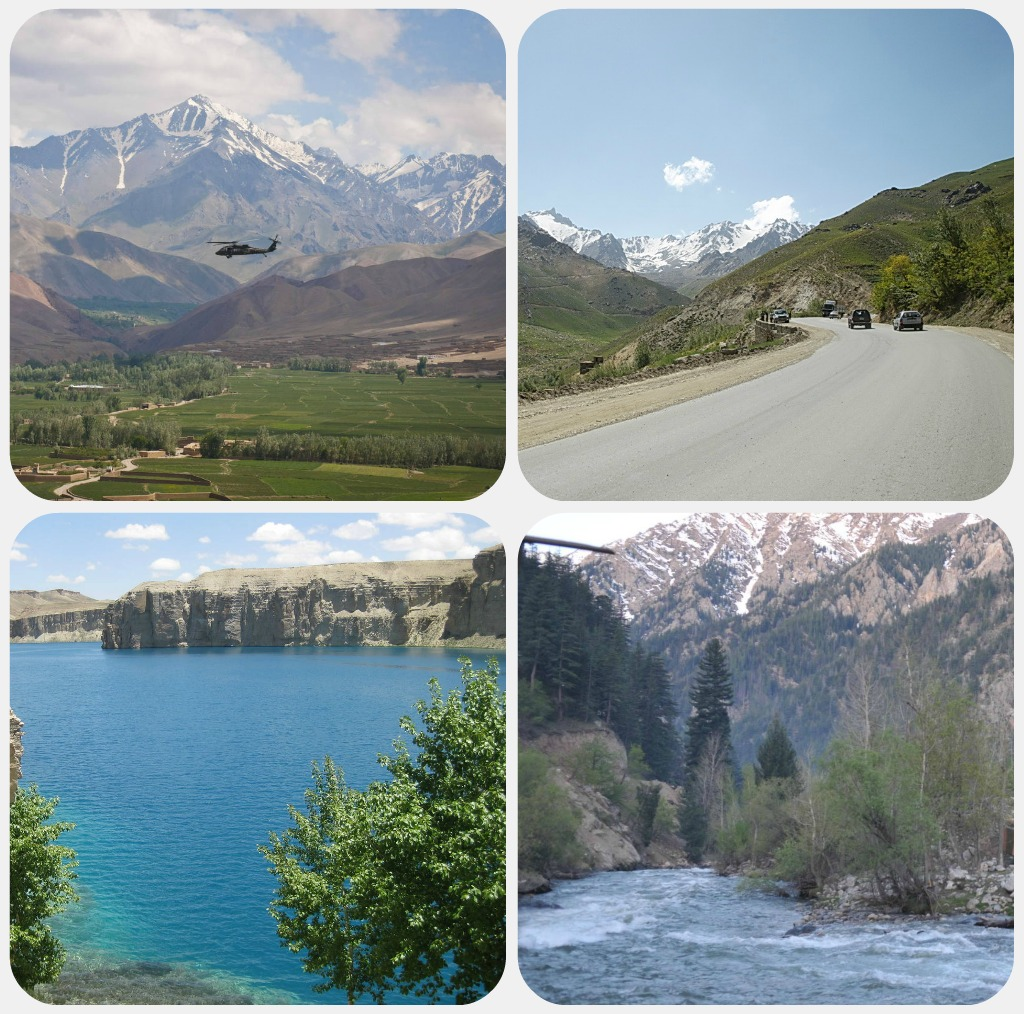
Paisajes afganos.

La red fluvial es de tipo endorreico, siendo los ríos más importantes: 
- El Amu Daria (que es el cuasi mítico Oxus), señala la frontera con Tayikistán, Uzbekistán, y parcialmente con Turkmenistán. Sus principales afluentes de la parte de Afganistán son el río Kokcha, que baña Faizabad, capital de Badakhshan y el Kunduz.
- El río Kabul es un importante afluente del Indo que pasa por la capital y a su vez recibe las aguas del Logar, del Panjchir y del Kunar, sus principales afluentes en Afganistán.
- El Rud Hari Rud o Heri.
- El Helmand tiene una cuenca importante y numerosos afluentes. Sus aguas abundantes y las de sus afluentes (incluido el río Arghandab, el más grande) proporcionan riego para varios oasis principales y terminan en Irán, donde alimentan una cadena de varios lagos de agua dulce: el Hamoun de Sistán (o Sistán).
- El Khach Rud.
- El Farah Rud, como el Helmand, alimenta la cadena de Hamoun de Sistán, a donde conduce.
- El río Balkh baña las ruinas de la antigua Bactria.
- El Murghab y su afluente, el río Kūšk.[1]

## Lagos de Afganistán
Los mayores lagos del país son Band-e Amir, Ab-e Istad y Ab-i Nawar.
- El Band-e Amir es un grupo de cinco lagos en la alta montaña del Hindu Kush.
- El Ab-e Istad es un lago cerrado, poco profundo y alcalino en la Ghazni. Es una etapa importante para las aves migratorias que vienen de Siberia y alberga una gran población de flamencos.
- El Ab-i Nawar se encuentra a 3200 metros sobre el nivel del mar y alberga la misma avifauna que el Ab-e Istad.

## Clima

Mapa de Köppen de climas de Afganistán. En rojo, cálido desértico; en amarillo limón, mediterráneo templado; en amarillo medio, semiárido frío; en naranja, semiárido templado; en salmón, desértico frío; en rosa, continental templado. Hay que contemplar que los tipos de clima se definen a veces por la media anual, que puede dar como templado un clima de acusados extremos.

El clima puede catalogarse como continental extremo y árido, con precipitaciones escasas limitadas al invierno y la primavera, aunque cambia mucho dependiendo de la zona y la altitud. Una buena parte del territorio es desértico o semidesértico, excepto en las zonas orientales, donde se superan los 500 mm y en las provincias fronterizas con Pakistán de Kunar y Nurestán, donde se superan los 1000 mm. 
En invierno, algunas borrascas de origen mediterráneo alcanzan el centro-norte del país y dejan lluvia o nieve en las montañas. En primavera, el choque de masas de aire, debido al calentamiento del suelo, origina las lluvias más intensas, sobre todo en marzo. En las llanuras del norte, la antigua Bactria, atravesada por el río Amu Daria y compartida por Uzbekistán y Tayikistán, tiene inviernos fríos y verano muy cálidos, con extremos de -20.oC y 45.oC. En Mazar-e Sarif, caen 185 mm de lluvia anual en 30 días, nada entre junio y septiembre y más de 30 mm entre enero y abril. Las temperaturas medias de enero son de -2 y 9.oC, y las de julio de 26 y 39.oC.
Afganistán, atravesado por el Hindu Kush y por el Pamir en el extremo nordeste, cerca de la frontera con China, posee estrechos valles y elevados picos que superan los 7000 m. En los altos valles hay ciudades como Bamiyán, a 2500 m, en el centro-este, en la Ruta de la Seda, con un clima frío, medias en enero de -10 y 1.oC, y en verano de 10 y 26.oC, con una escasa precipitación invernal y primaveral de 117 mm.
En Kabul, al este, en otro estrecho valle, a 1800 m, el invierno es frío, con medias de -7 y 1.oC en enero y picos de -20 o -25.oC. En verano, las medias son de 15 a 32.oC, de modo que puede hacer calor. Las lluvias, de unos 300 mm, centradas en invierno y sobre todo en primavera, provocan nevadas intensas.
En Herat, al oeste, en el valle del río Hari Rud, que fluye desde el Hindu Kush, caen 240 mm entre diciembre y abril. Las medias de enero son de -3 y 9.oC, y en julio de 21 y 37.oC. Nieva menos que en Kabul. No llueve nada en verano y otoño y caen unos 50 mm mensuales entre enero y marzo.
En el sur, el clima es más cálido. En Kandahar, a 1000 m, cerca del desierto, las medias de enero son de 0 y 13.oC, y las de julio, 23 y 40.oC. Caen 185 mm en 23 días en invierno y primavera. Al sur de Kandahar, al oeste se encuentra el Dashti Margo o desierto de la muerte, y al este, el desierto de Registán. En medio, el río Helmand, en cuyo curso superior, en la frontera con Irán, se encuentra la ciudad de Zaranj, a 500 m, donde caen de media 54 mm anuales, entre noviembre y abril, con temperaturas medias en enero de 0 y 15.oC, y en julio de 27 y 43.oC.

## Principales ciudades

Mapa con las principales ciudades.

Las principales ciudades del país son las siguientes:
- Kabul (3 120 963 hab.);
- Mazār-e Šarīf (314 915 hab.);
- Kandahar (225 500 hab.);
- Jalalabad (200 000 hab.);
- Herat (150 000 hab.);
- Gazni (149 998 hab.);
- Balh (126 553 habitantes)

## Áreas protegidas de Afganistán

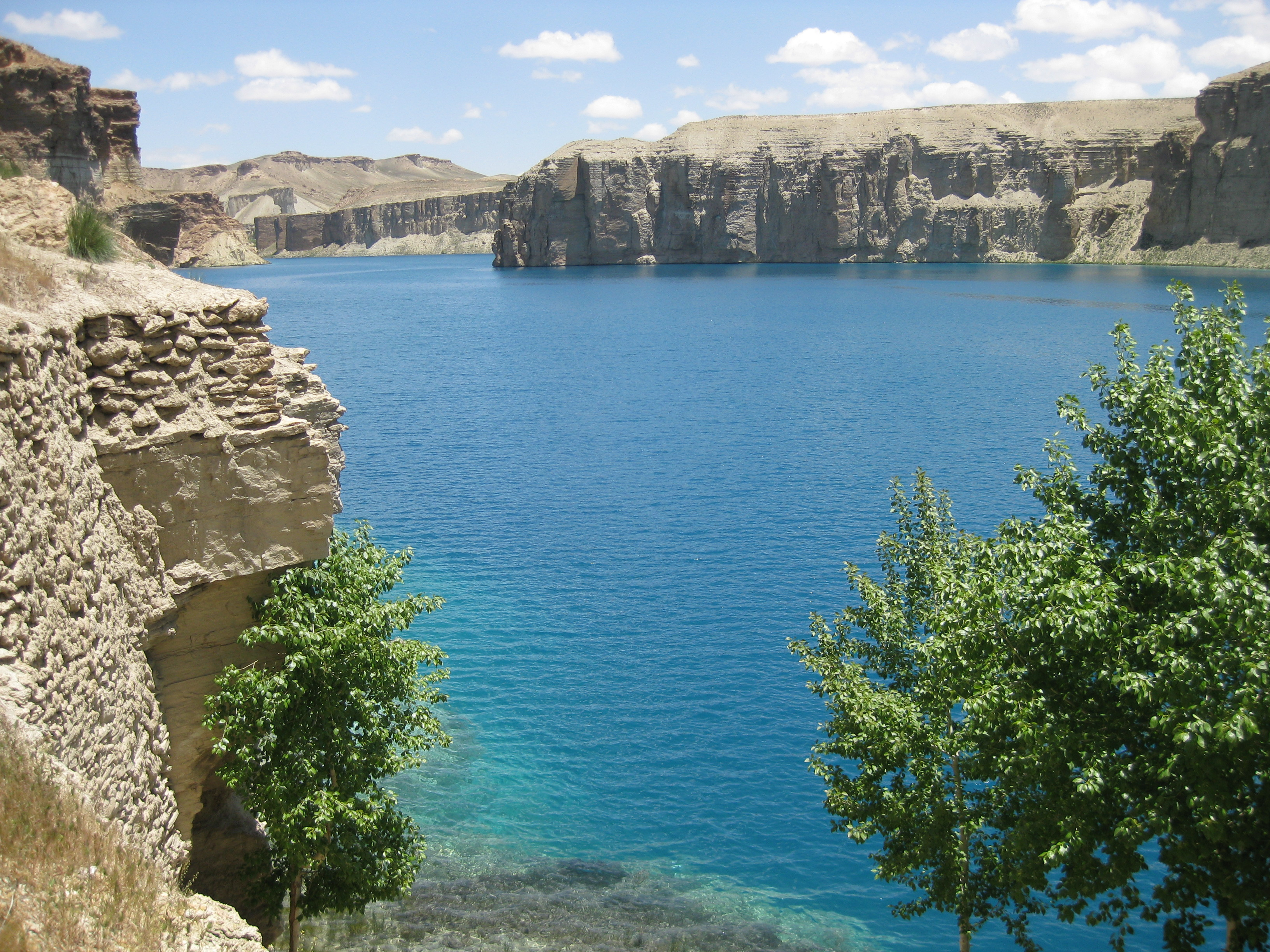
Uno de los lagos del Parque nacional de Band-e Amir

En Afganistán hay 12 áreas protegidas. De estas, 2 son parques nacionales, 2 son reservas de vida salvaje, 3 son parques nacionales con uso de recursos naturales, 2 son santuarios de flamencos y aves acuáticas, 2 son santuarios de aves acuáticas y 1 no está categorizada.
- Parque nacional Valle de Ajar, 400 km², 200 km al noroeste de Kabul, a partir de 2.400 m de altitud y hasta 4.000 m, población de íbices y ciervo de Bactriana, con algunos yaks.[6]

- Parque nacional de Band-e Amir, 613 km², una serie de seis lagos separados por presas naturales de travertino, a 3.000 m de altitud en el Hindu Kush.[7]

- Santuario de Flamencos y Aves Acuáticas de Ab-i Estada, lago endorreico salado a 2.000 m de altura y 250 km al sudoeste de Kabul, en una amplia depresión creada por la falla de Chaman, que forma parte de un sistema que separa la placa euroasiática de la placa indoaustraliana en el Hindu Kush.[8][9] Los humedales cubren unas 27.000 ha, entre superficie acuática y pantanos, y acogen a unas 120 especies de aves entre las que destacan los flamencos rosas.[10]

- Santuario de Flamencos y Aves Acuáticas de Dasht-e Nawar. Lago salobre y sitio arqueológico a 60 km al oeste de Ghazni. El lago mide 60 por 15 km. En las playas hay varios sitios paleolíticos. También es el área de nidificación de flamencos más alta del mundo, a 3000 m. Entre los mamíferos, la pica afgana, el zorro rojo y el manul.[11]

## Etnias de Afganistán

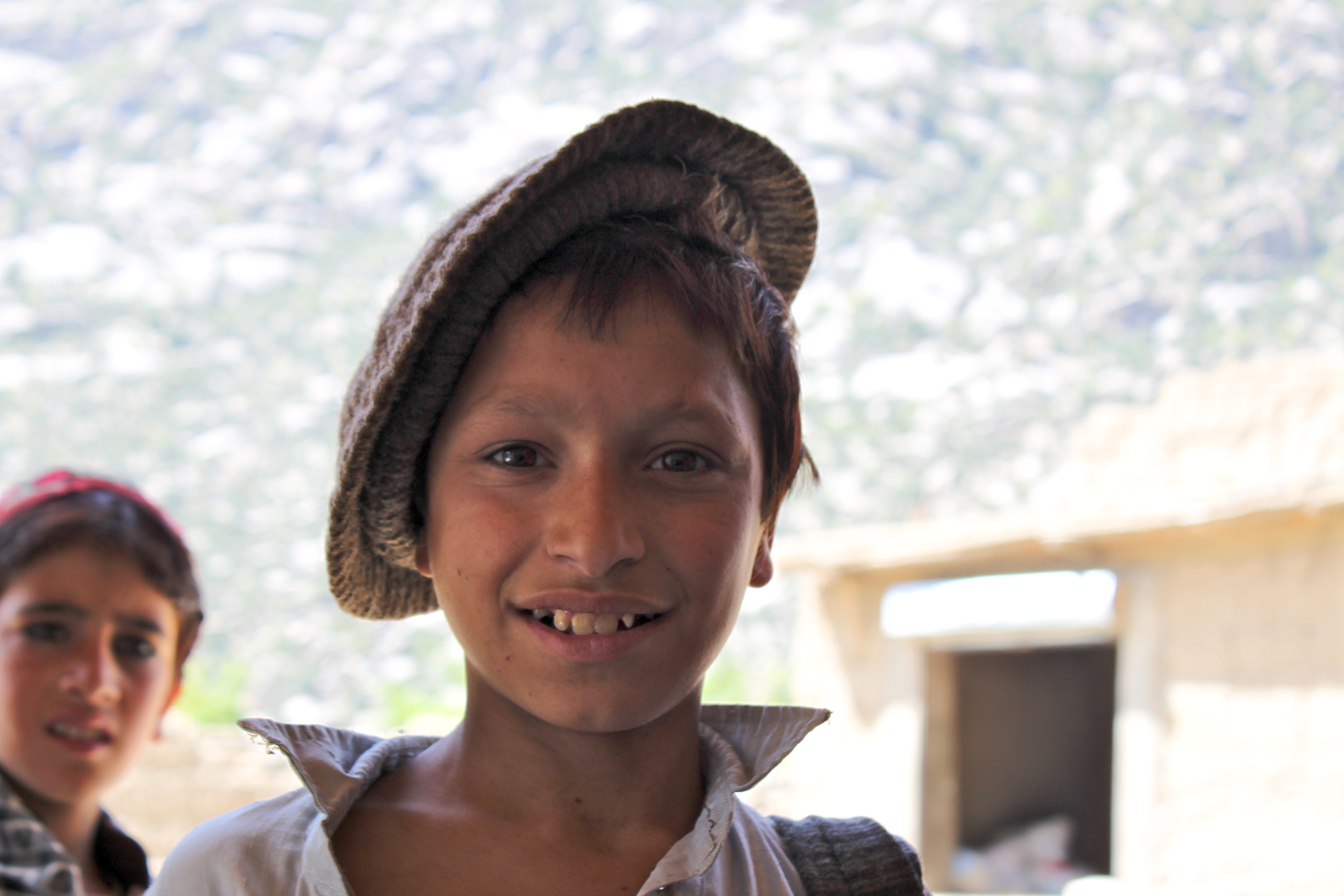
Niño de la etnia pashai, de Afganistán

Afganistán es una sociedad multiétnica y muy tribalizada. La población se divide en los grupos etnolingüísticos siguientes: pastún, tayikos, hazaras, uzbekos, aimak, turcomanos, baluchis, pashais, nuristanis, gujares, árabes, brahuis, pamiris y otros. El Himno Nacional de Afganistán y la Constitución de Afganistán mencionan un total de 14 grupos.
Los talibanes no son una etnia, son un movimiento político-religioso-militar que ha creado un estado islámico dentro de Afganistán nutrido por distintos grupos étnicos, principalmente pastunes que han adoptado el fundamentalismo islámico, aunque también hay miembros de otras etnias. Los talibanes emergen como fuerza social en 1994 y someten rápidamente a los señores de la guerra pastunes que controlan el sur del país. La resistencia contra ellos se da en los demás grupos, especialmente entre los tayikos, los uzbekos y los hazaras, que se enfrentan a la tradicional hegemonía de los pastunes.